# Prostitución en Somalia
La prostitución en Somalia está categorizada oficialmente como ilegal. En general, hay muy poca prostitución voluntaria en el país, según la Fundación Africana de Investigación Médica y Educación (Amref). En 2016, ONUSIDA estimó que había cerca de 11 000 trabajadoras sexuales en Somalia. Algunos problemas del país son el tráfico sexual y la prostitución infantil.

## Legislación
Las leyes sobre prostitución en Somalia están contenidas en el Código Penal de 1960, basado a su vez en el texto legal italiano de 1930. Los artículos relevantes son:
- Artículo 405: Prostitución.
- Artículo 406: Incitación a actos lascivos (prohíbe la solicitación).
- Artículo 407: Instigación, ayuda y explotación de la prostitución.
- Artículo 408: Obligación a la prostitución.

## Sida
Las tasas de prevalencia del VIH/sida son bastante bajas en el país, estimadas en el 0,1 % de los adultos. Esto se ha atribuido a la tradición musulmana dominante en el país y a la adhesión a la ética islámica, que generalmente desalienta la actividad sexual prematrimonial y fuera del mismo. Las trabajadoras sexuales son un grupo de alto riesgo y su tasa de prevalencia del VIH estimada fue del 5,2 % en 2014. El uso del preservativo entre las trabajadoras sexuales es bajo.

## Tráfico sexual
Somalia es país de origen, tránsito y destino de mujeres y niños sometidos a trata con fines sexuales. La información relativa a la trata de personas sigue siendo extremadamente difícil de obtener o verificar. Las víctimas proceden principalmente de las regiones meridional y central del país y son objeto de trata en Puntlandia y Somalilandia.
Respecto a Somalilandia, las mujeres actúan como reclutadoras e intermediarias que transportan a las víctimas a Puntlandia, Yibuti y Etiopía con fines de tráfico sexual. Debido a la pobreza y a la incapacidad de atender a todos los miembros de la familia, algunos somalíes ceden voluntariamente la custodia de sus hijos a personas con las que comparten lazos familiares y vínculos de clan; algunos de estos niños pueden convertirse en víctimas de la trata con fines sexuales. 
En 2014, una ONG internacional publicó un informe en el que documentaba casos de abusos sexuales y explotación, incluida la trata, de mujeres y niñas somalíes por parte del personal ugandés y burundés de la Misión de la Unión Africana en Somalia (Amisom). Una investigación de la Unión Africana sobre las denuncias concluyó que había pruebas de explotación sexual, abusos y trata por parte del personal de Amisom.
Los gobiernos regionales de estas dos regiones especiales informaron de que continuaba el contrabando y la trata a través de Somalia como punto de tránsito en las rutas hacia Libia, Sudán y Europa. Las mujeres y las niñas migrantes que trabajaban en la economía informal eran especialmente vulnerables a la trata. Ciertas minorías étnicas marginadas, los bantúes y los midgaan somalíes, seguían expuestas a un mayor riesgo de trata con fines sexuales, al igual que los desplazados internos y las personas que vivían en zonas bajo control de Al Shabaab, reconocido grupo terrorista ligado a Estado Islámico en el Cuerno de África. 
Según informes, los administradores autoidentificados de algunos campos de desplazados internos obligan a niñas y mujeres a realizar actos sexuales a cambio de alimentos y servicios; algunos funcionarios somalíes son presuntamente cómplices de esta explotación.
Los traficantes transportan a las mujeres somalíes, a veces a través de Yibuti, a Oriente Próximo, donde a menudo son sometidas a prostitución doméstica forzada. Algunos miembros de la diáspora somalí utilizan falsas ofertas de matrimonio para atraer a víctimas desprevenidas, muchas de ellas familiares, a Europa o Estados Unidos, donde las obligan a prostituirse. Los camiones que transportan mercancías de Kenia a Somalia a veces regresan a Kenia con niñas y mujeres jóvenes; los traficantes las consiguen y las explotan en burdeles de Nairobi o Mombasa o las envían a destinos fuera de Kenia.
La Oficina de Vigilancia y Lucha contra la Trata de Personas del Departamento de Estado de los Estados Unidos considera la situación de Somalia como un "caso especial", fuera de la clasificación ordinaria.